# كريس روجرز
كريس روجرز (31 أغسطس 1977 بسيدني في أستراليا - ) (بالإنجليزية: Chris Rogers)‏ هو لاعب كريكت أسترالي. شارك مع منتخب أستراليا الوطني للكريكت. أما مع فريق رياضي، فقد لعب مع فريق فكتوريا للكريكت ونادي مقاطعة ديربيشاير للكريكت ‏ ونادي مقاطعة ميدلسكس للكريكت ‏ ونادي مقاطعة ليسترشاير للكريكت ‏ ونادي مقاطعة نورثامبتونشير للكريكت ‏ وفريق غرب أستراليا للكريكت ‏ ونادي مقاطعة شروبشاير للكريكت ‏ وSydney Thunder ‏ وWiltshire County Cricket Club ‏.

## وصلات خارجية
- كريس روجرز على موقع إي آس بي آن كريك إنفو (الإنجليزية)